# Roger Morsa
Roger François Joseph Morsa (Ben-Ahin bij Hoei, 15 juli 1909 - Sint-Andries bij Brugge, 1 juli 1950) was een Belgisch verzetsstrijder.

## Levensloop
Geboren in het Waalse dorpje Ben-Ahin, als zoon van Gaston Morsa en Marie Fourneau werd hij op 1 januari 1928 technisch klerk-bediende op het kadaster in Brugge. Hij leerde Nederlands, integreerde in Brugge, trouwde in 1931 met Maria-Martha Coemelck uit Zonnebeke en ze hadden vijf kinderen.
In 1934 bevorderde hij tot verificateur en in september 1936 slaagde hij in het examen voor landmeter bij het kadaster, met bevordering tot landmeter-groepschef in 1942.
Morsa had van oktober 1929 tot oktober 1930 zijn legerdienst volbracht en was opgeklommen tot sergeant. In 1933 werd hij in het reservekader van het leger tot onderluitenant bevorderd en in 1937 tot luitenant. In oktober 1939 werd hij opgeroepen als luitenant en werd inlichtingsofficier bij verschillende regimenten. Als krijgsgevangene na de Achttiendaagse Veldtocht kon hij er de Duitsers van overtuigen dat hij geen officier was maar een eenvoudige 'brievenbesteller'. Hij werd op 1 juni 1940 gedemobiliseerd en kon zijn werk bij het kadaster hervatten. Dom Nicolas Huyghebaert, die hem persoonlijk had gekend, schreef: Morsa had een buitengewoon talent om zich voor te doen als een eenvoudig man, vreesachtig en weinig intelligent.
Hij overleed op eenenveertigjarige leeftijd aan longkanker.
Een zoon, Guy Morsa (Sint-Andries 31 maart 1937 - Turnhout 31 mei 2010) werd directeur van het kadaster voor het gewest Antwerpen en was reserve luitenant-kolonel van het Belgisch Leger.

## Verzet
In Brugge was de afdeling gevestigd van de Organisation Todt die belast was met de versterkingswerken in de kuststreek en onder meer met de bouw van de Atlantikwall, sinds maart 1942 gevestigd in de opgeëiste Abdij Sint-Andries. In de Noordzandstraat vestigde zich de Stab 5 Festungs Nachschub, belast met het tekenen van de ultrageheime veiligheidsschema's voor het Duitse Oberkommando.
Deze organismen beschikten niet over een planafdrukmachine en kwamen terecht bij de enige overheidsdient die in Brugge over zo een machine beschikte, met name het kadaster. In december 1940 kwam een soldaat een plan afdrukken waarop de Duitse versterkingen rond Duinkerke waren aangeduid. Morsa slaagde erin een tweede kopie te maken en achter te houden. Vanaf maart 1942 werd veelvuldig beroep gedaan op het kadaster en Roger Morsa werd door de Duitsers gevorderd om de plannen af te drukken en de machine (die 'toevallig' vaak defect was) in goede staat van werking te houden.
Morsa die zich voor de buitenwereld voordeed als Nieuwe-Ordegezind, trad in maart 1942 toe tot de inlichtingendienst Zig van jonkheer Christian Jooris (1905-1994), die in Wingene-Wildenburg woonde. Morsa was al sinds december 1940 toegetreden tot de Belgische Actie-en Inlichtingendienst, die geleid werd door een familielid van Jooris, majoor Frédéric de Peñeranda de Franchimont (1893-1984) en waar Morsa onder de leiding kwam van de Brugse groepschef, dokter Pierre Glorieux. Hij werd er ingeschreven als adjudant en in 1942 als luitenant. Op 15 maart 1944 werd hij genoteerd als kapitein en na de Bevrijding erkend als reservekapitein en vervolgens als reserve-kapitein-commandant.
Vooral vanaf 1942 kwamen de Duitsers regelmatig plannen afdrukken en Morsa (evenals zijn collega Georges Van den Berghe) slaagden erin telkens een supplementaire kopie te maken. Vervolgens werden deze kopieën ten huize Pierre Glorieux op microfilm geplaatst en Morsa fietste ermee naar Jooris in Wingene, van waaruit ze met koeriers via Frankrijk en Spanje, Londen bereikten.
Tussen augustus 1942 en 30 augustus 1944 kopieerde Morsa méér dan duizend plannen, die bij de geallieerden terechtkwamen. Onder deze plannen bevonden zich: de algemene opstelling van het Duitse leger van Amsterdam tot Gravelines, alle telefoonverbindingen tussen de legereenheden, het speciaal telefonisch alarmnet van Amsterdam tot Bordeaux, het plan met aanduiding van alle Duitse hoofdkwartieren langs de kusten, de gedetailleerde plannen van echte en gefingeerde mijnenvelden, de ganse verdediging van Zeebrugge, Oostende, Brugge, Rotterdam, Bordeaux, het gedetailleerde plan van alle eenheden op het eiland Walcheren, de structuur van de pantserdivisie Herman Göring (gelegerd in Izegem), het detail van de telegrafische en optische lichtsignalen en zoeklichten in geval van geallieerde aanvallen, de verdedigingspunten en weerstandsnesten van het Duitse leger langs de kusten, enz.
In juli 1943 werd een koerier van Zig opgepakt in Frankrijk. Hij was in het bezit van ultrageheime plannen die uit Brugge afkomstig waren. Vijf Duitse militairen werden onder verdenking van hoogverraad opgepakt en ook Morsa werd gevangengenomen. Hij werd urenlang ondervraagd maar kon zich zo 'onnozel' voordoen dat men hem uiteindelijk als een onbekwame de vrijheid teruggaf. De vermoedens concentreerden zich op de Oostenrijkse militair Johan Kisch, die ter dood werd veroordeeld, ook omdat hij zich door aannemers van de Atlantik Wall had laten omkopen en in het bezit was gevonden van een pak dollars. Op 11 september 1944 (de dag voor de Bevrijding van Brugge) werd hij geëxecuteerd.
Na enkele weken hernam Morsa het planafdrukken voor de Duitsers. Tussen juli 1943 en het einde van de bezetting in september 1944 drukte hij méér dan 300 plannen af, waarvan hij een kopie aan Londen liet bezorgen. Op 3 augustus 1944 kon Morsa de plannen overmaken voor de aftocht van het 15de Duitse leger naar de Scheldemonding en het Albertkanaal.

## Appreciaties
Morsa was, naar Nicolas Huyghebaert schreef, begaafd met een uitzonderlijke moed en koelbloedigheid. Dat hij nooit werd gevat en ook na het voorval van juni 1943 gewoon verder werd vertrouwd voor het kopiëren, toont aan dat de Duitse diensten soms niet bijster goed werkten. Des te meer omdat, onvoorstelbare onvoorzichtigheid, de genomen kopieën, na microfilmering niet werden vernietigd, maar gewoon ten huize Glorieux bewaard bleven en hadden kunnen ontdekt worden. Bij Glorieux kwam Morsa op consultatie om een (onbestaande) maagzweer te behandelen en naar Jooris reed hij (met de microfilms in de fietsframe) om boter en eieren te 'smokkelen'.
Het had volstaan Morsa even te schaduwen...
Door zijn biografen Huyghebaert en Schepens werd Morsa beschreven als zonder enige twijfel de belangrijkste inlichtingsagent in het Brugse en wellicht een van de belangrijkste van alle inlichtingsagenten die voor de geallieerden werkten.
In zijn oorlogsmemoires schreef Winston Churchill: "Wij werden op het stuk van de vijandelijke radarinstallaties ingelicht door agenten en bevriende neutralen uit de bezette landen. Ik moet speciaal de Belgen noemen; in 1942 bezorgden ze ons ongeveer 80 % van alle agenten-inlichtingen. Zij leverden ons onder andere een uiterst belangrijke kaart over de zoeklichten van de radarinstallaties, meer bepaald die van de twee meest noordelijke, in België gelegen sectoren. Einde 1942 wisten we niet alleen hoe het vijandelijke systeem werkte, maar ook hoe wij het moesten aanpakken." Zonder hem te noemen en zeer waarschijnlijk zelfs zonder hem te kennen, bracht Churchill hiermee hulde aan Morsa.
Op 2 april 2011 werd aan het geboortehuis van Morsa in Ben-Ahin (Hoei) een gedenkplaat aangebracht.
Op 28 juin 2021, beslist de gemeenteraad van Brugge dat Roger Morsa een belangrijke Bruggeling is (evenals Simonne Danneels, een verzetsvrouw) die een straatnaam verdient.

## Eretekens
- Ridder in de Leopoldsorde met Palm (1946)
- Oorlogskruis met Palm (1950)
- Medal of Freedom (USA)
- Médaille française commémorative de la guerre 1939-1945 (1948)
- Honorary Member of the Most Excellent Order of the British Empire (OBE), Military Division (1948)